# Biserica medievală din Rusciori

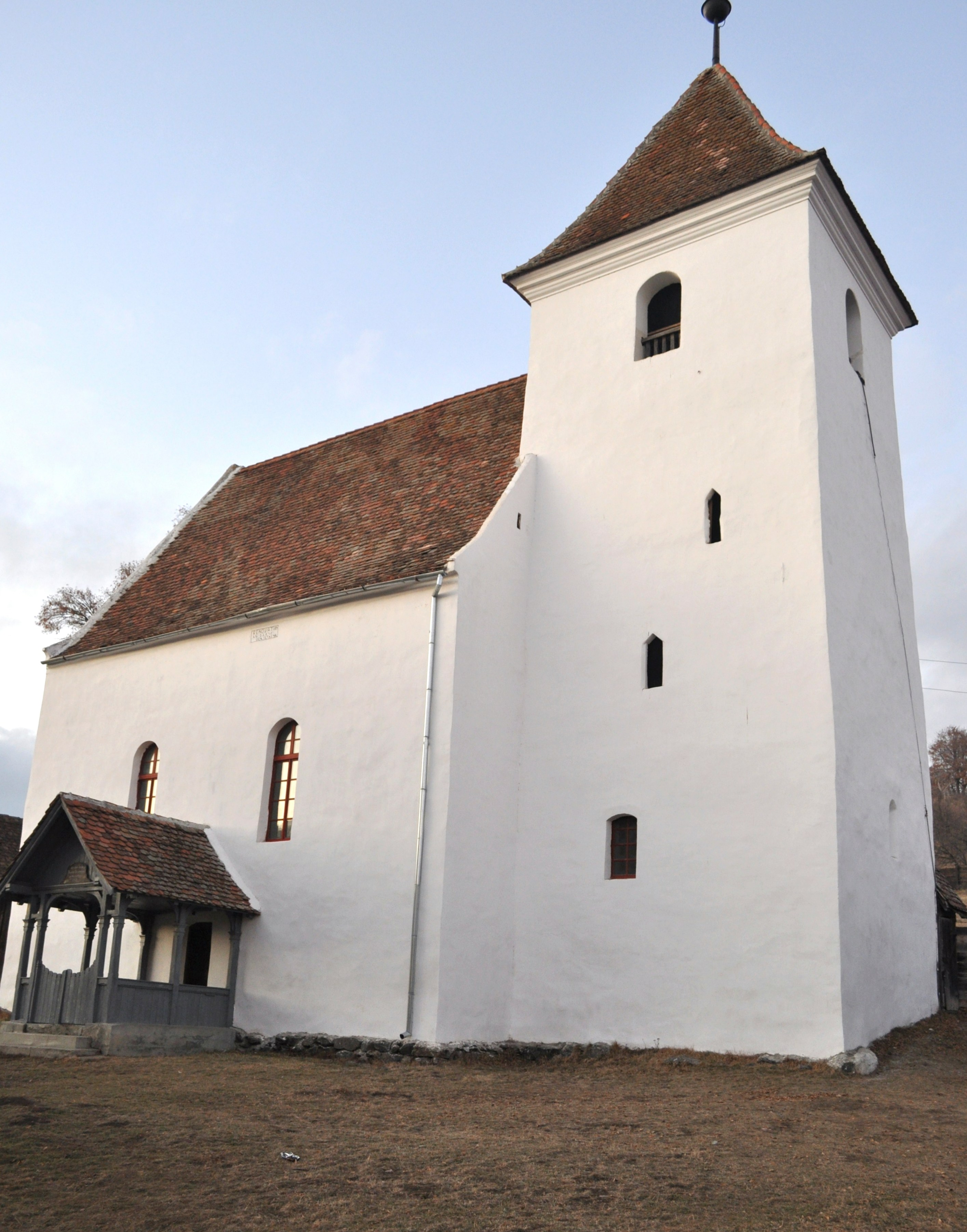
Biserica evanghelică din Rusciori, județul Sibiu, foto: ianuarie 2012.

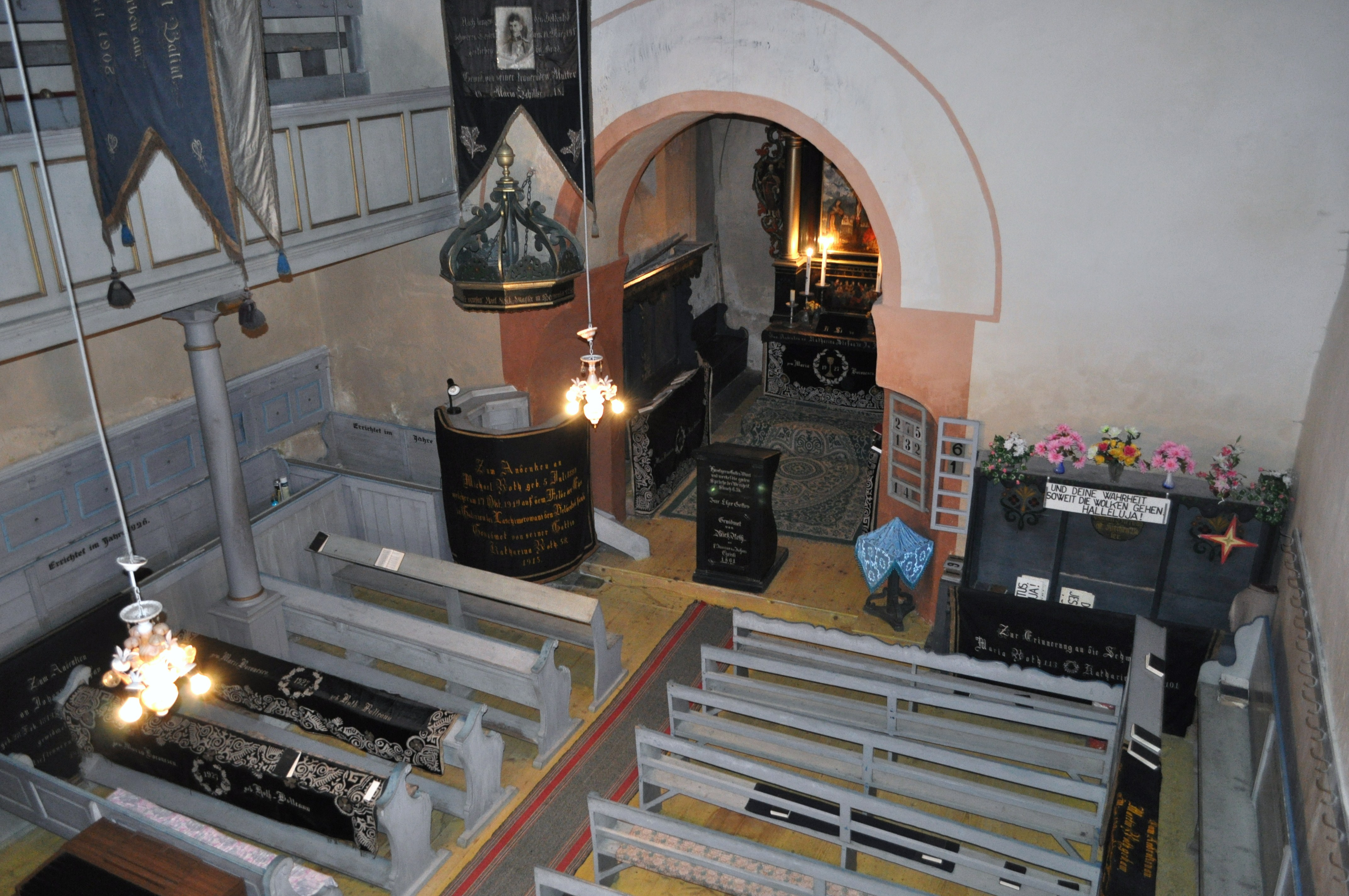
Interiorul navei

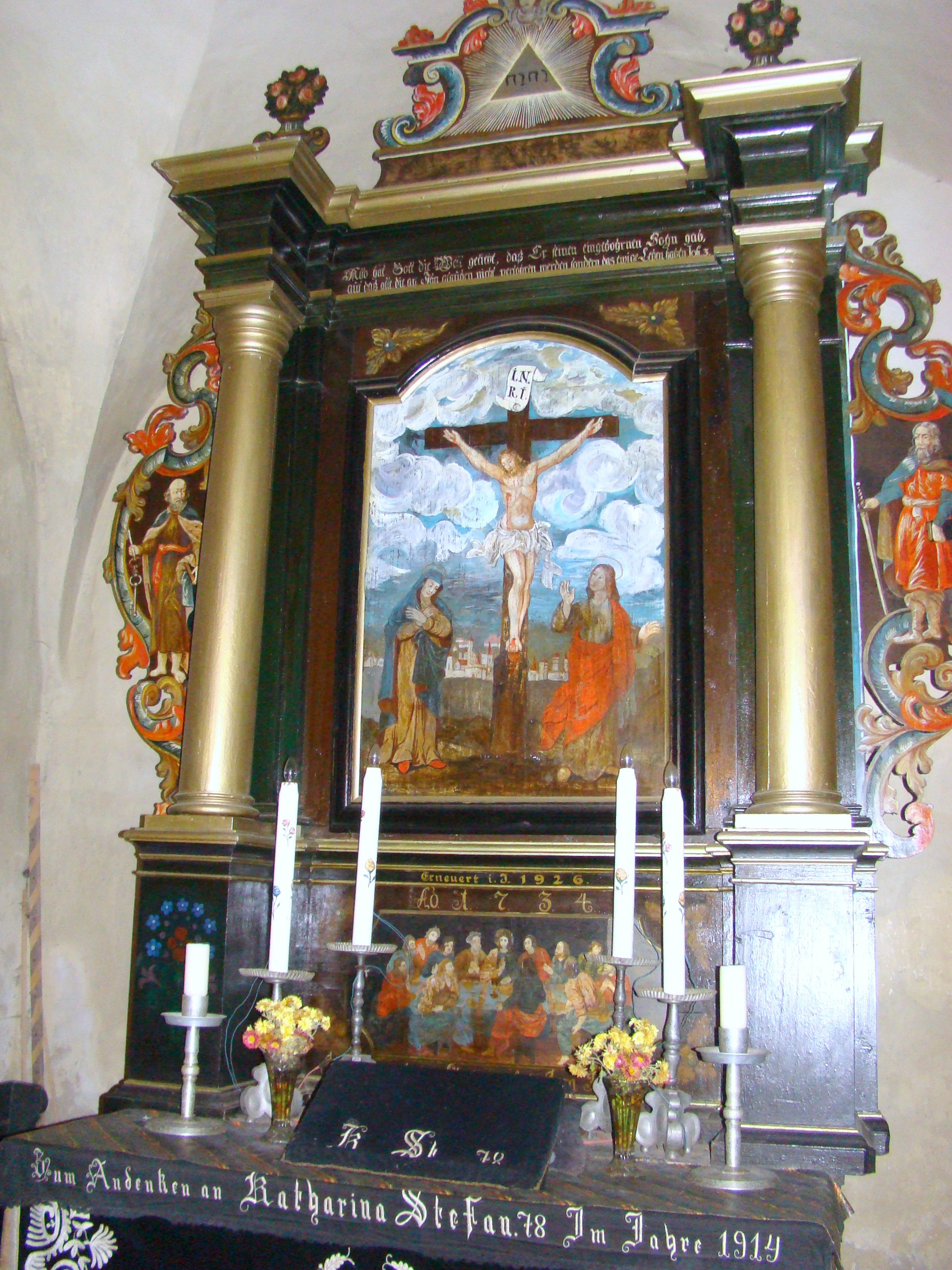
Altarul

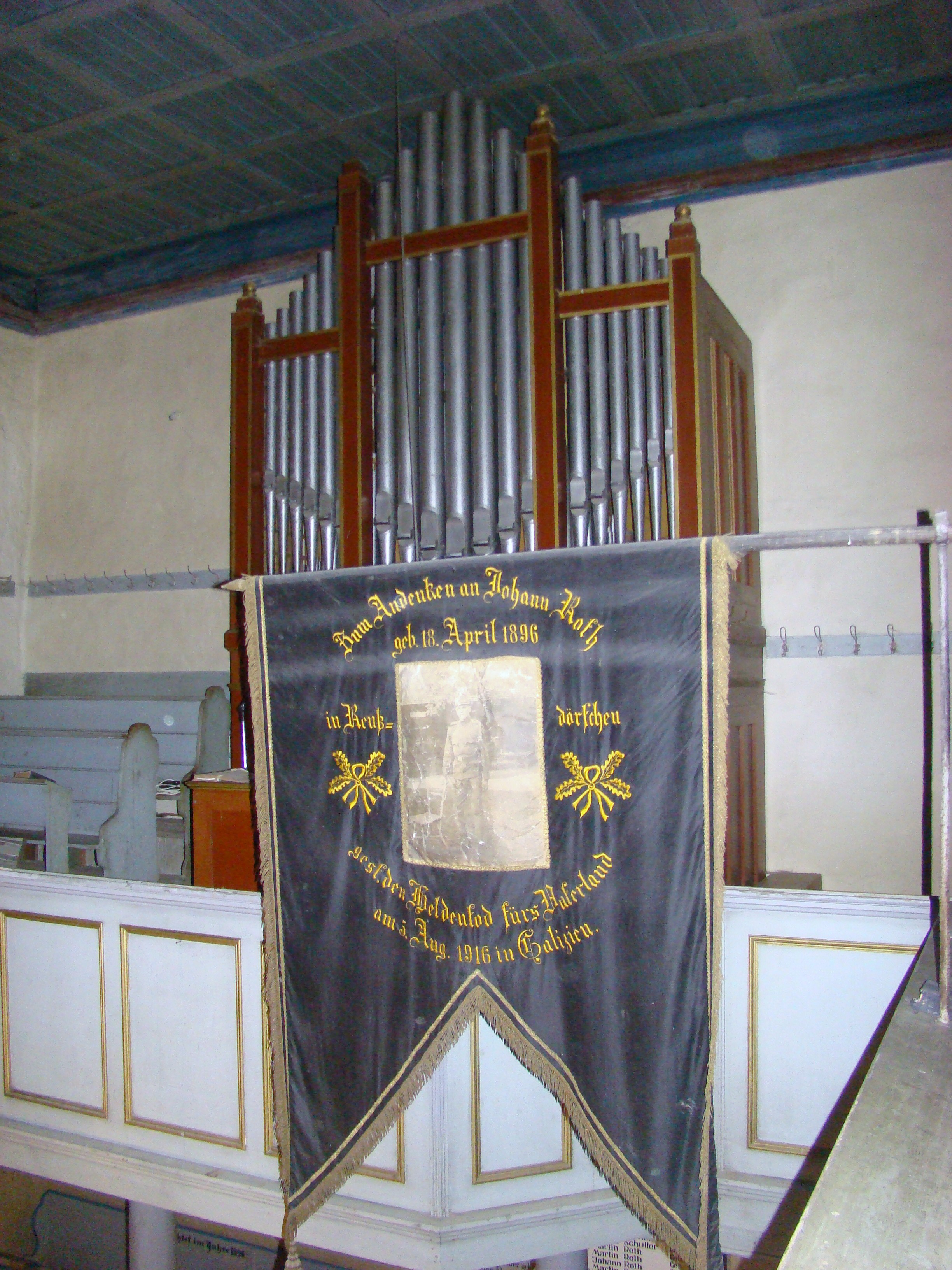
Orga, încă funcțională

Biserica evanghelică din Rusciori, comuna Șura Mică, județul Sibiu, a fost construită în secolul XIII. Figurează pe lista monumentelor istorice 2010, Cod LMI:  SB-II-m-B-12528.

## Istoric și trăsături
A fost inițial o mică biserică-sală, fără clopotniță și cu un cor pătrat. Din acel edificiu s-a păstrat arcul de triumf semicircular, o fereastră mică romanică, în peretele estic al corului, trei ferestre circulare în peretele sudic al navei (actualmente zidite) și portalul de vest (și acesta zidit).
În jurul anului 1500 s-au făcut modificări, deasupra corului a fost ridicată clopotnița. Alte renovări au fost făcute în 1699 și 1725. 
Altarul datează din 1734, iar baldachinul amvonului din 1735 (pictat de Martinus Stock). Unul dintre cele trei clopote datează din 1742.
Orga, construită de firma Söhne WEGENSTEIN din Sibiu, în 1926, este încă funcțională.

## Imagini din exterior

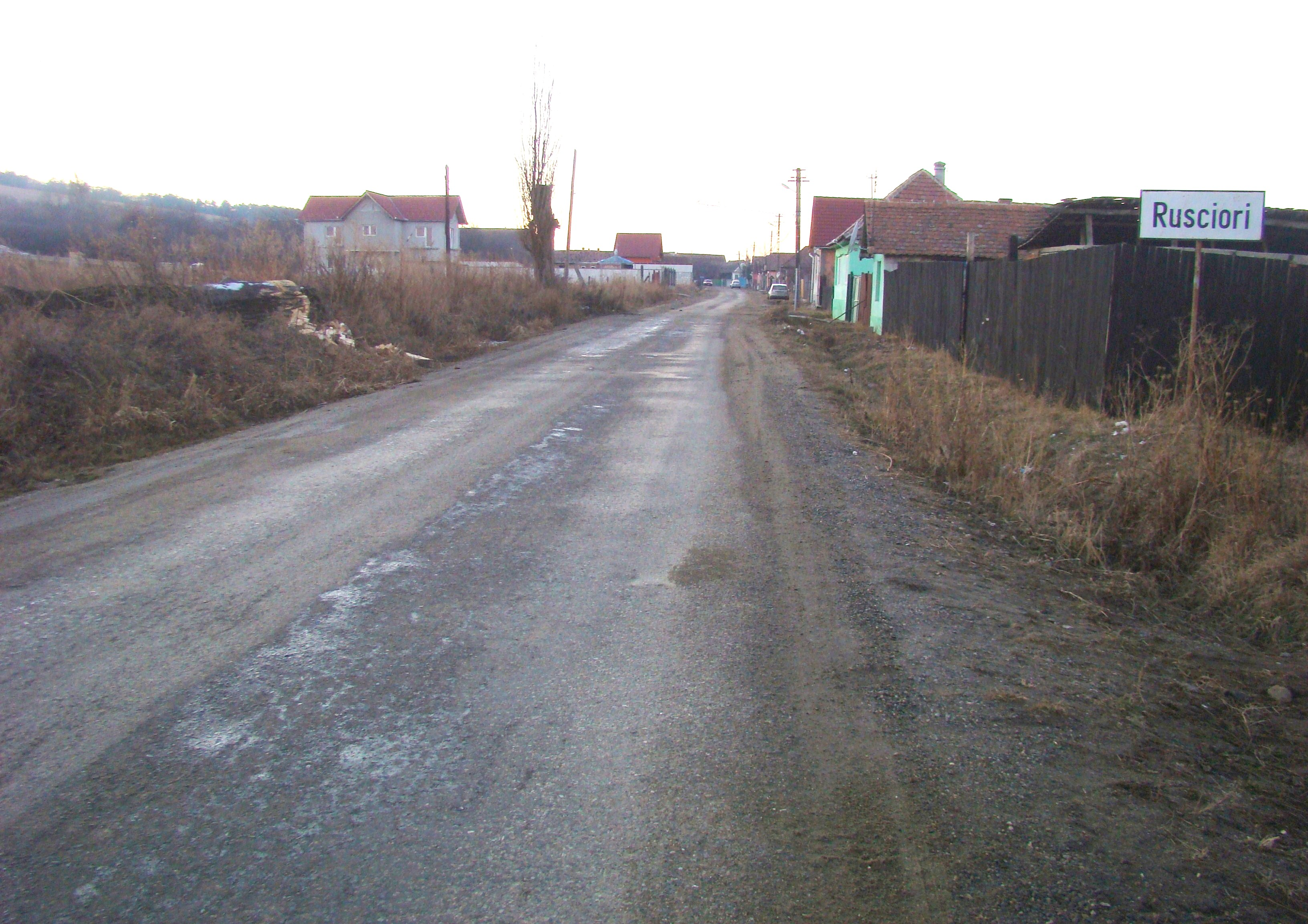
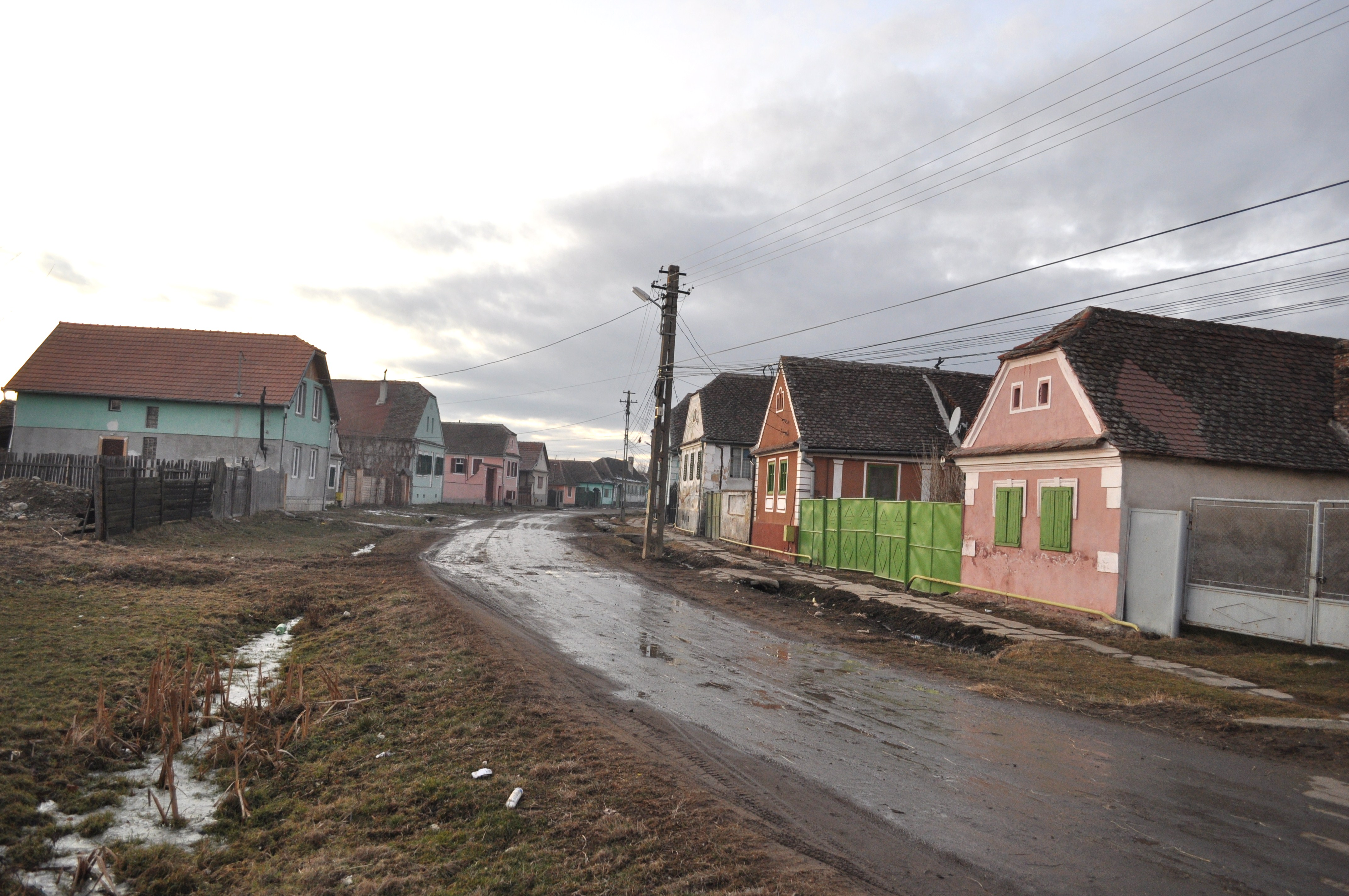
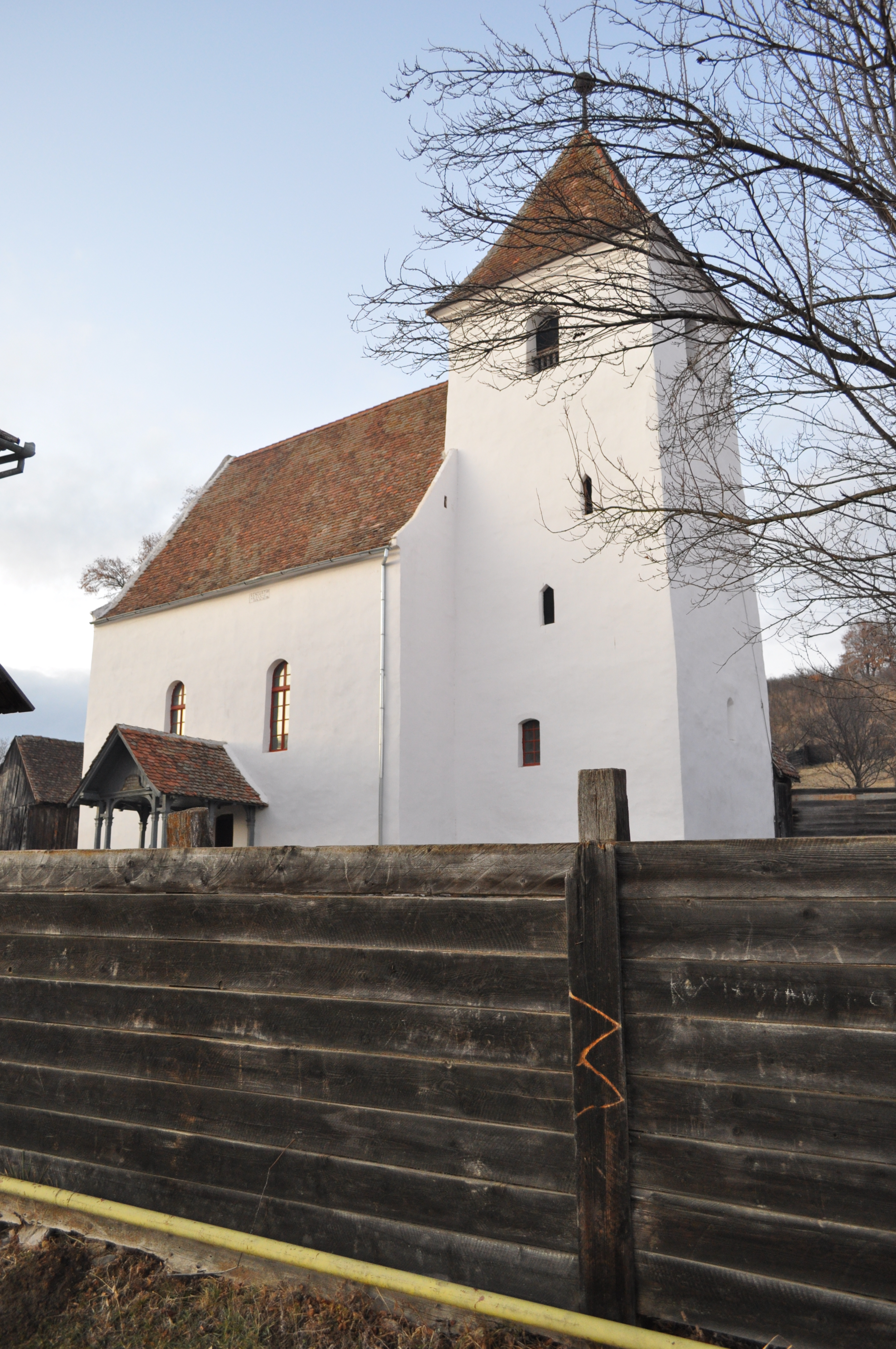
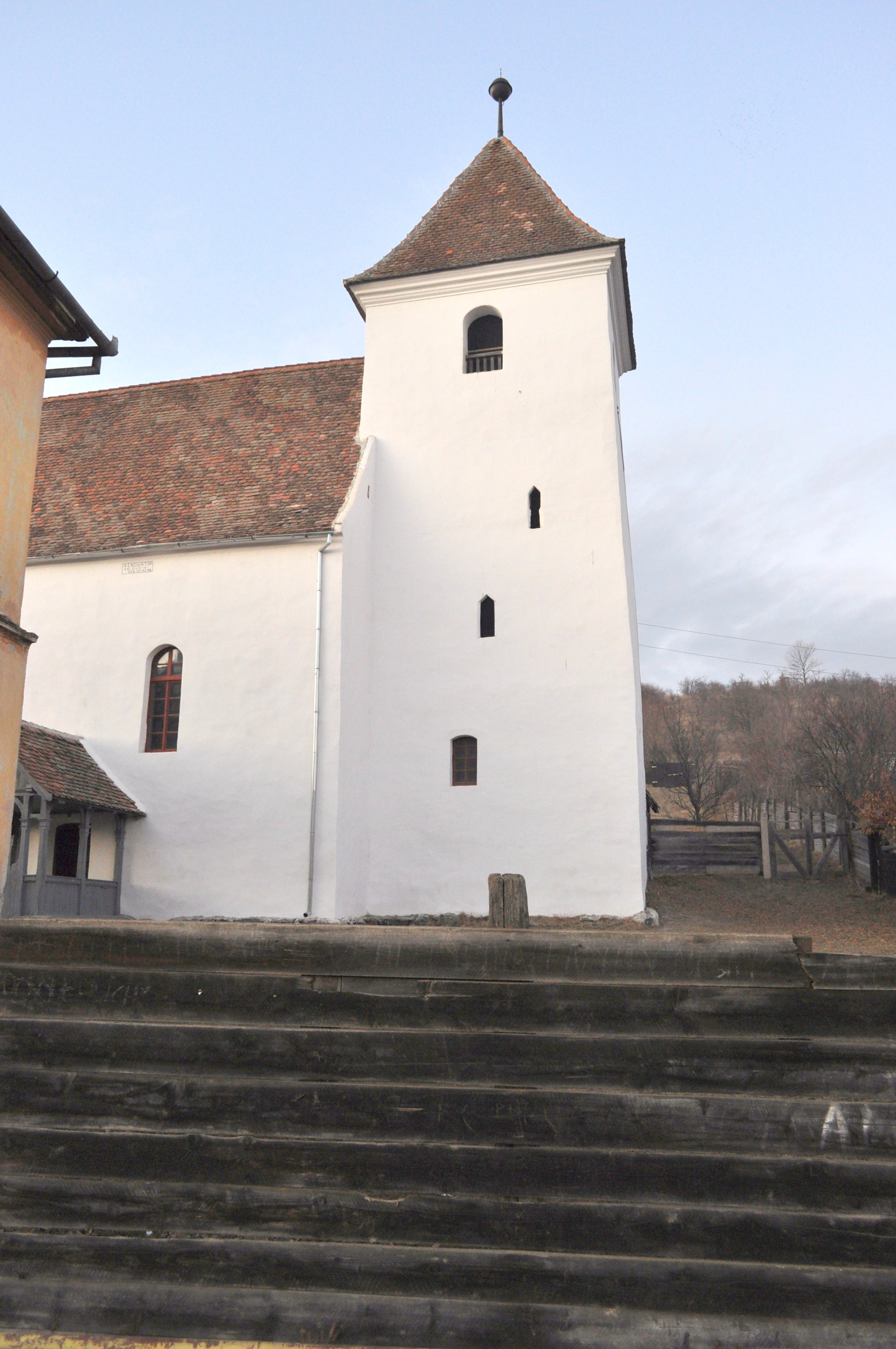
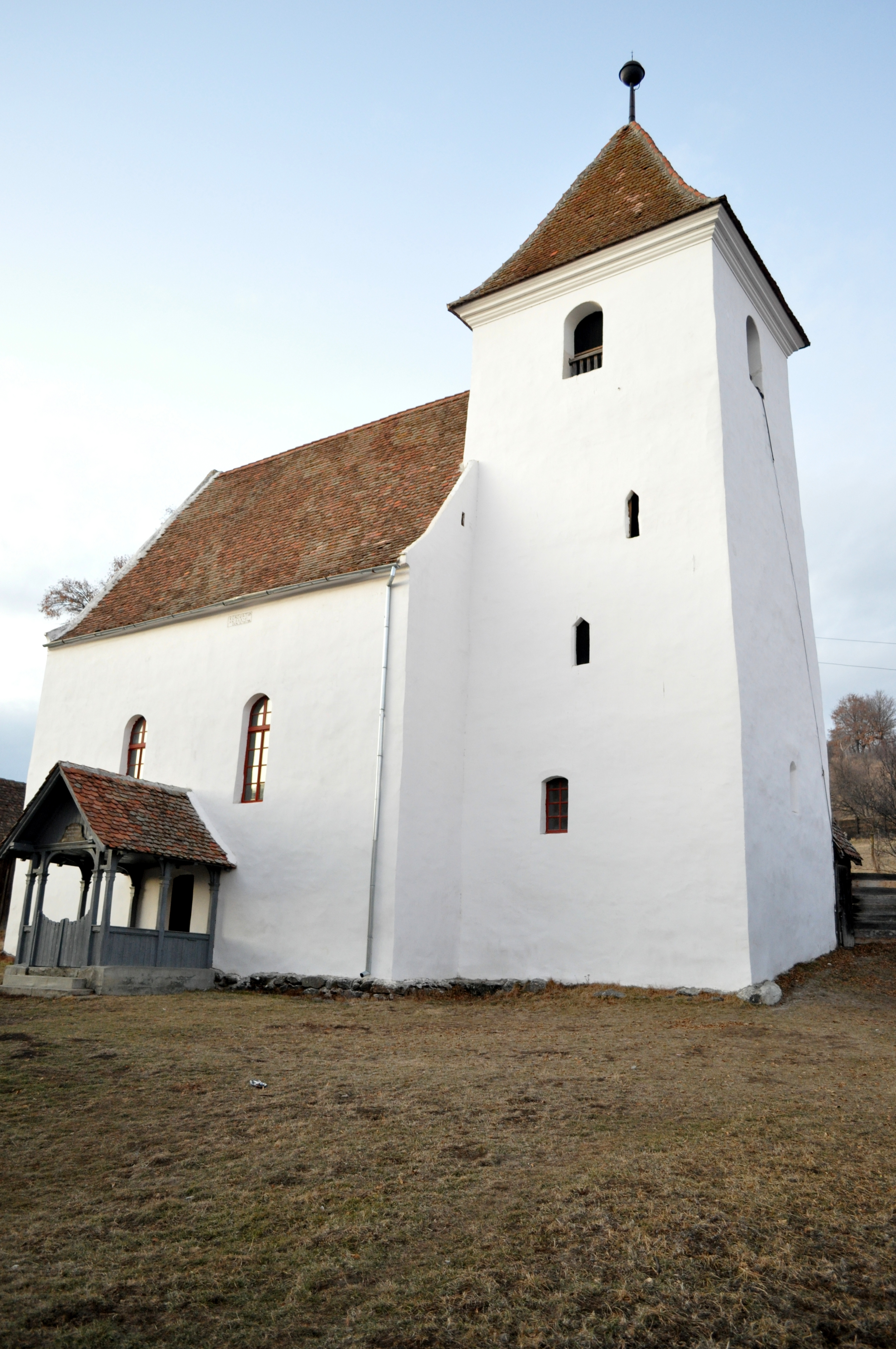

## Imagini din interior

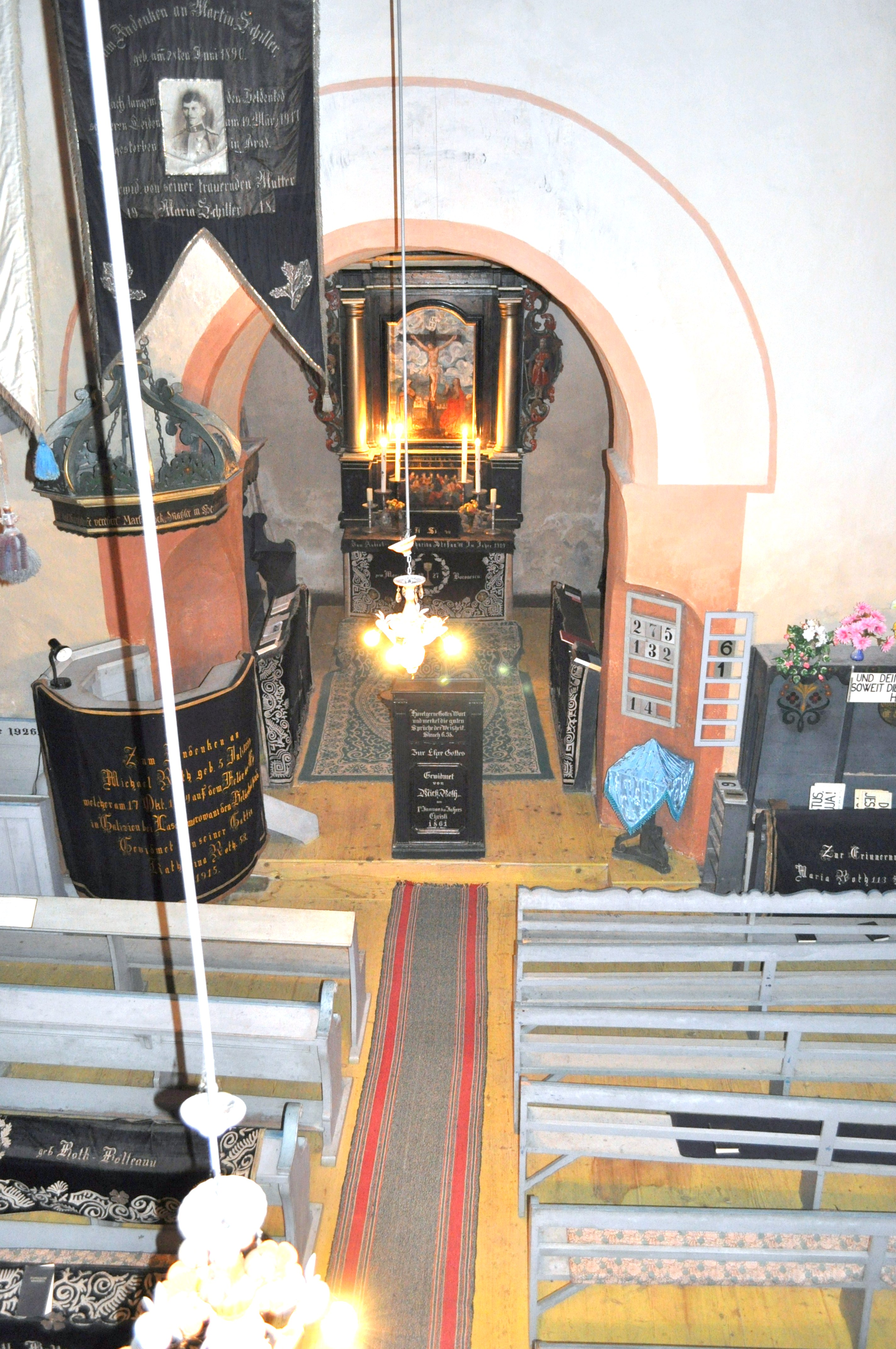
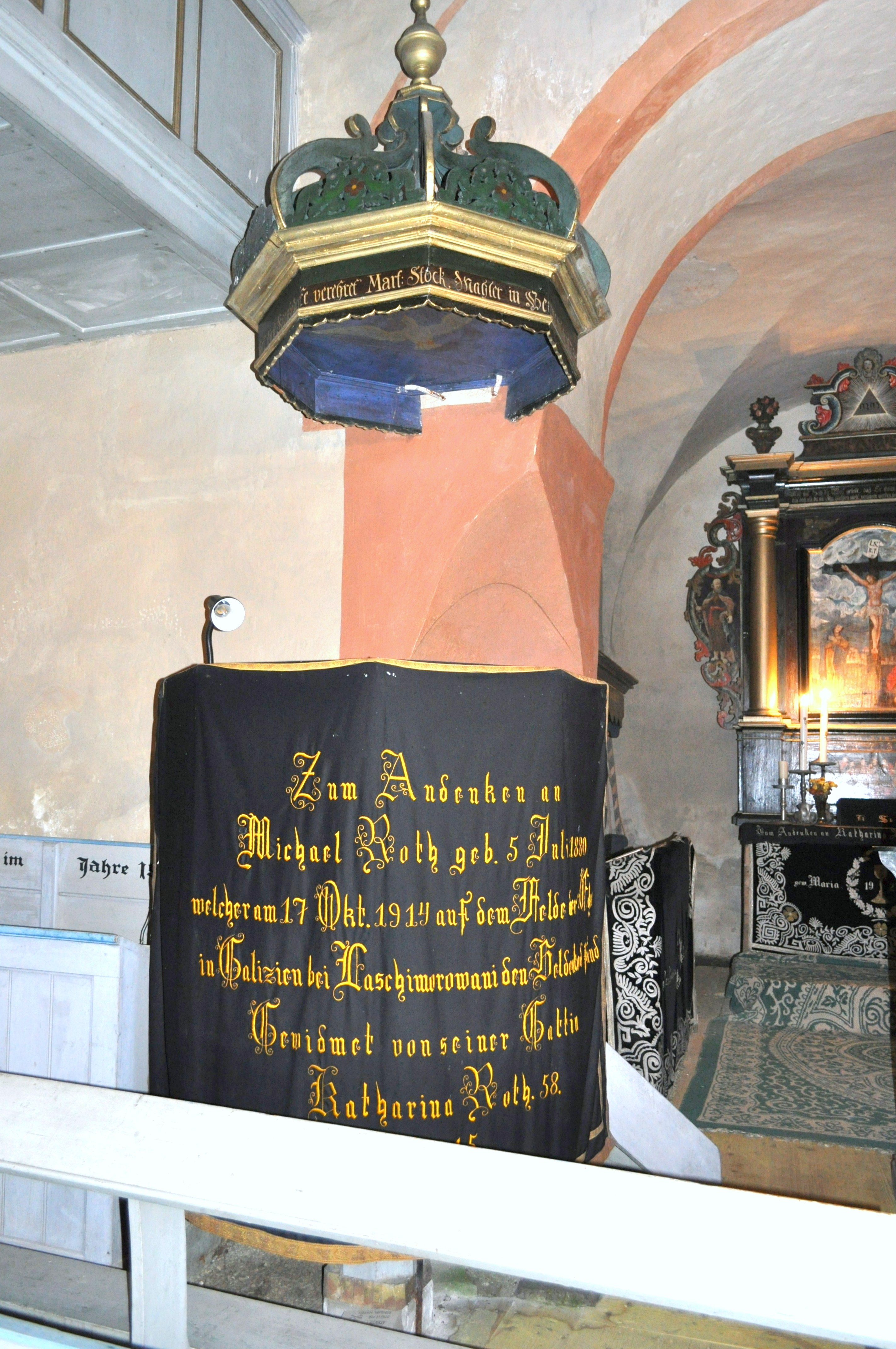
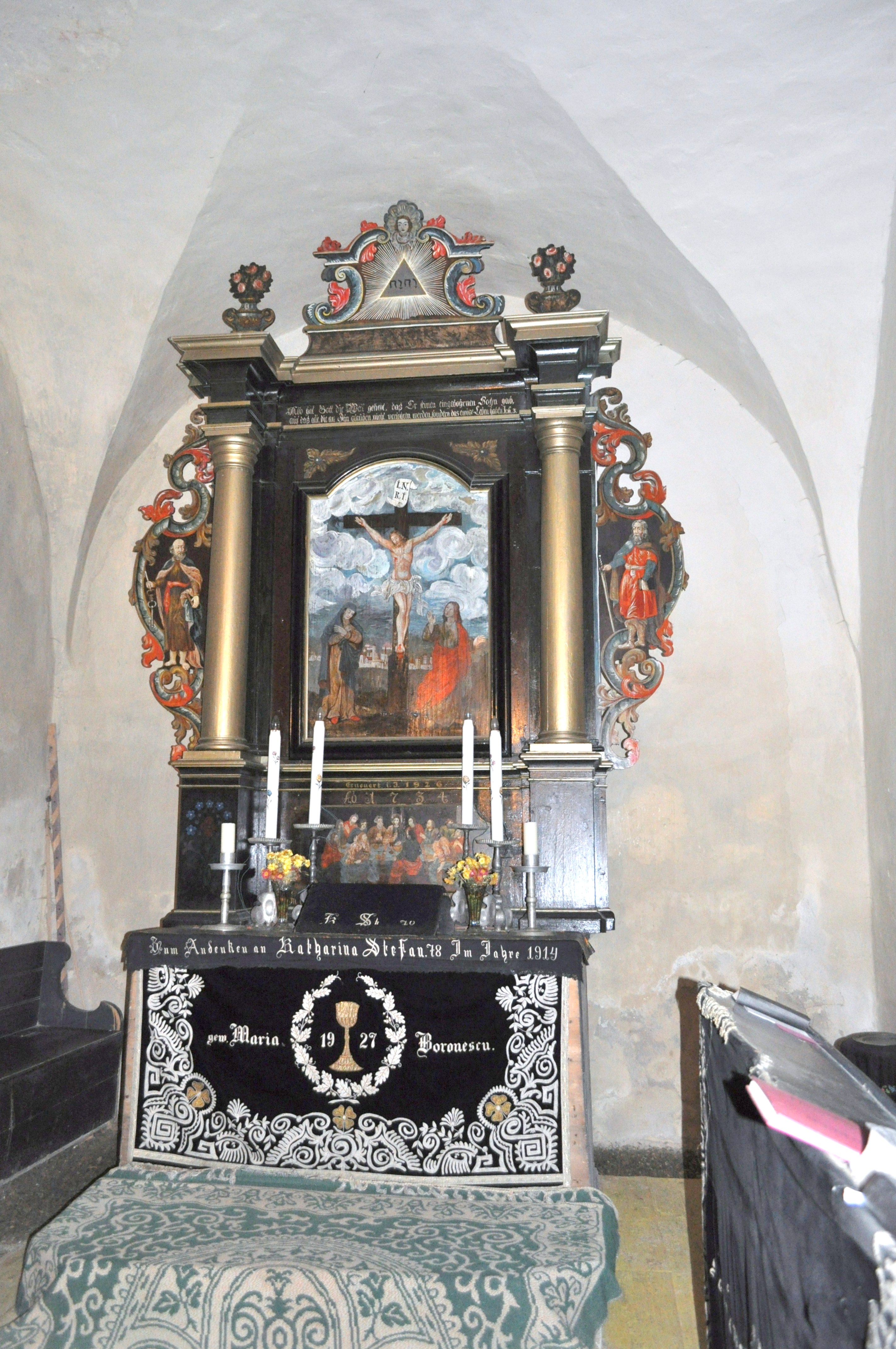
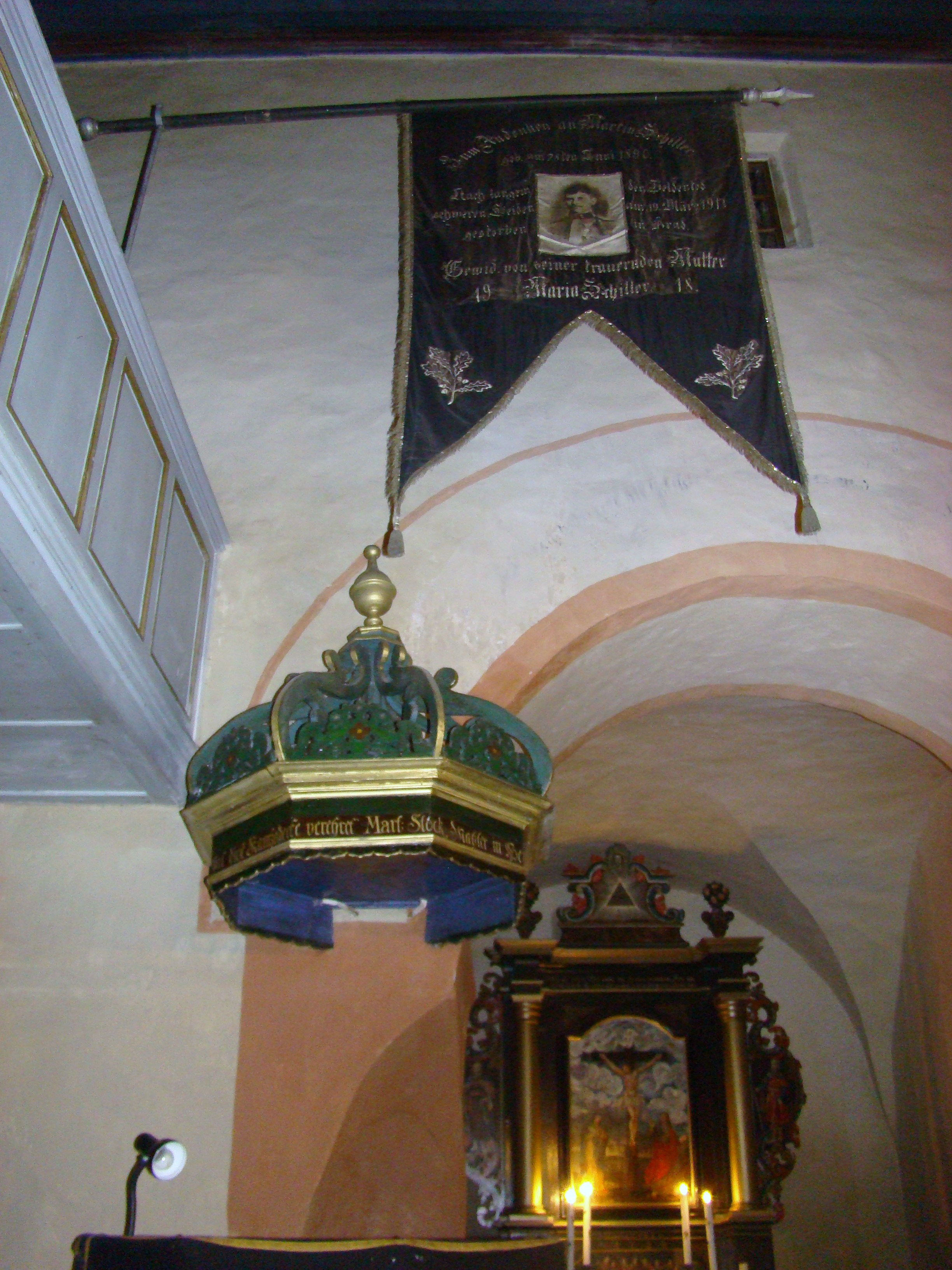
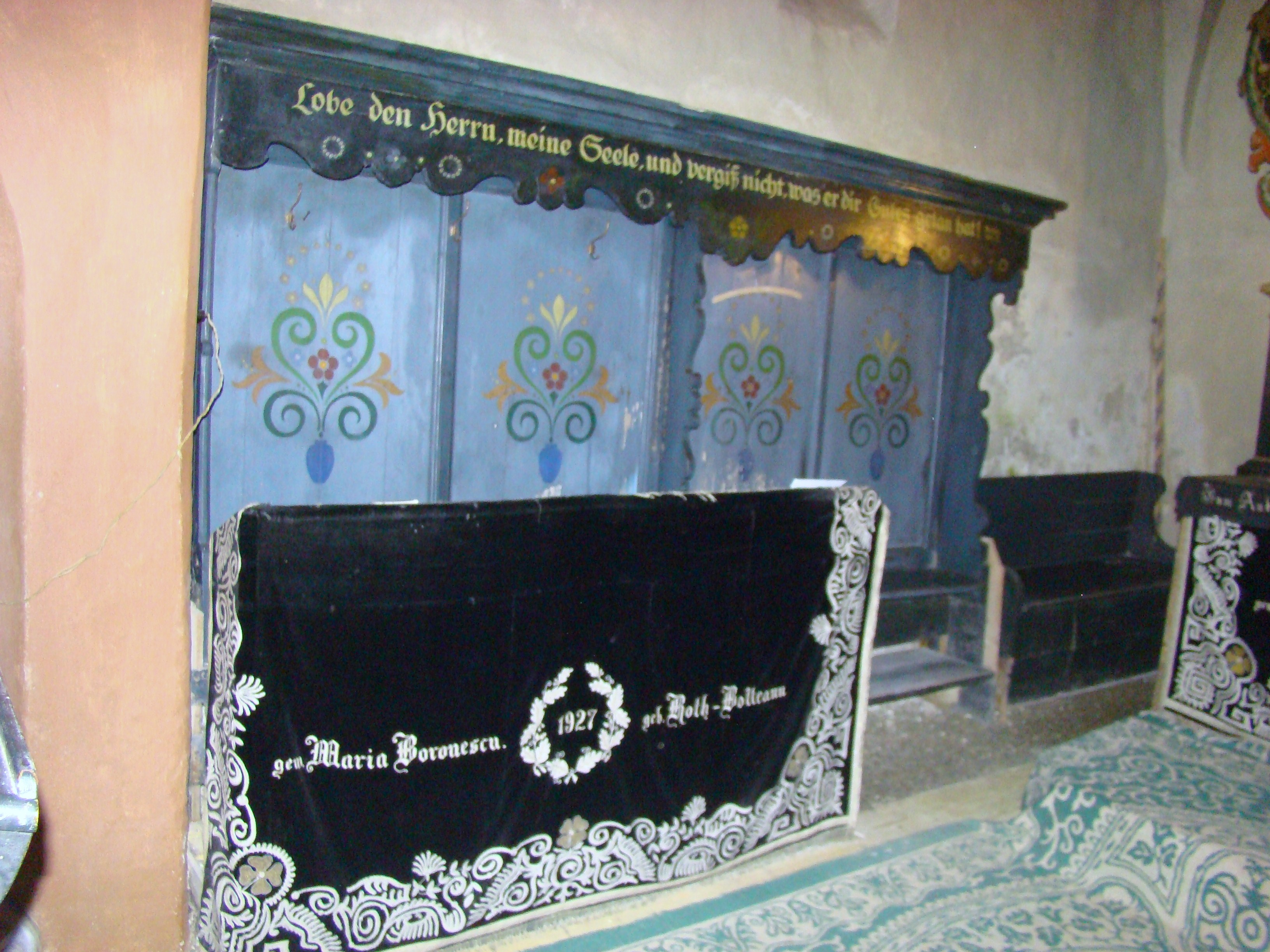
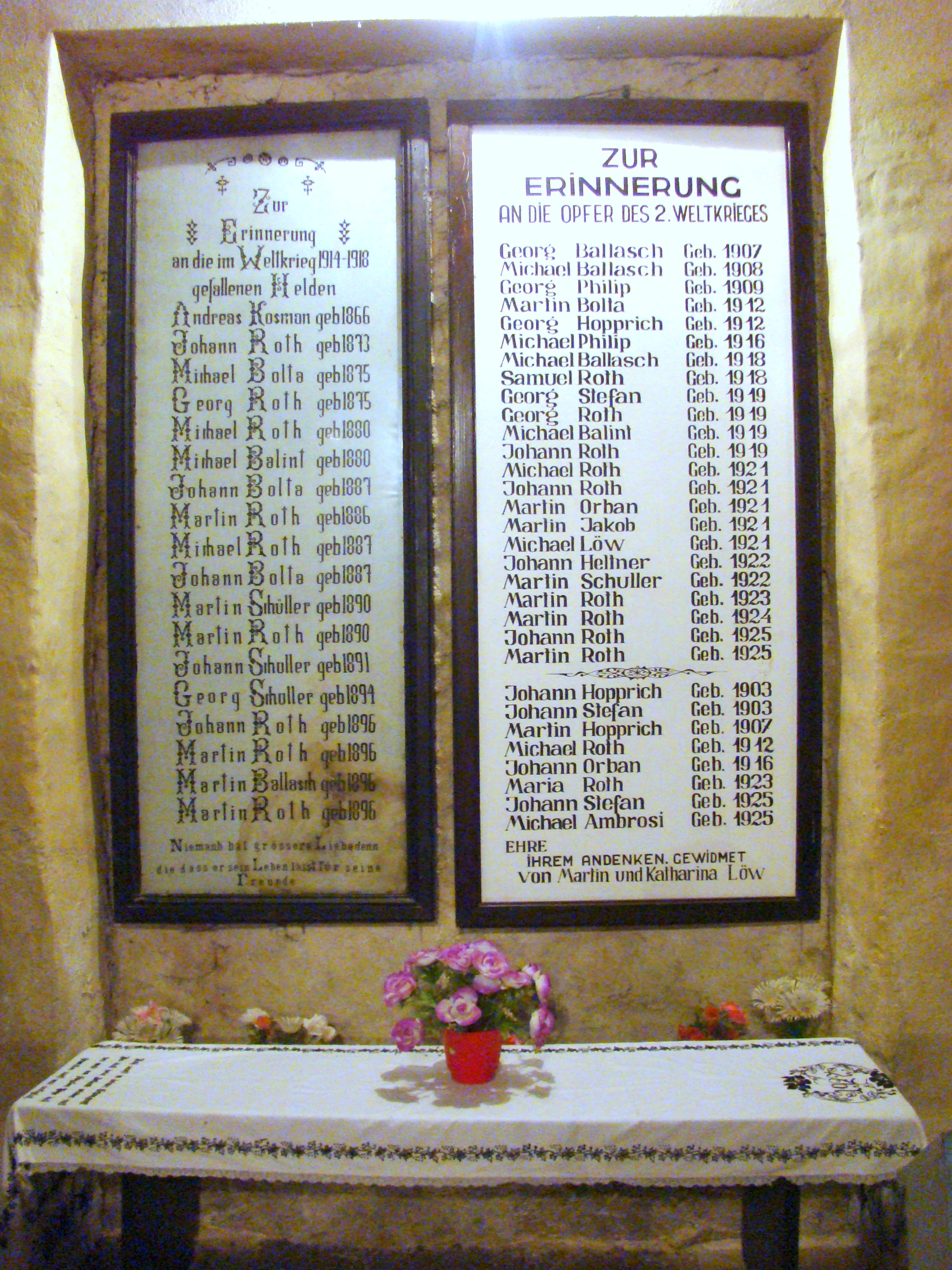
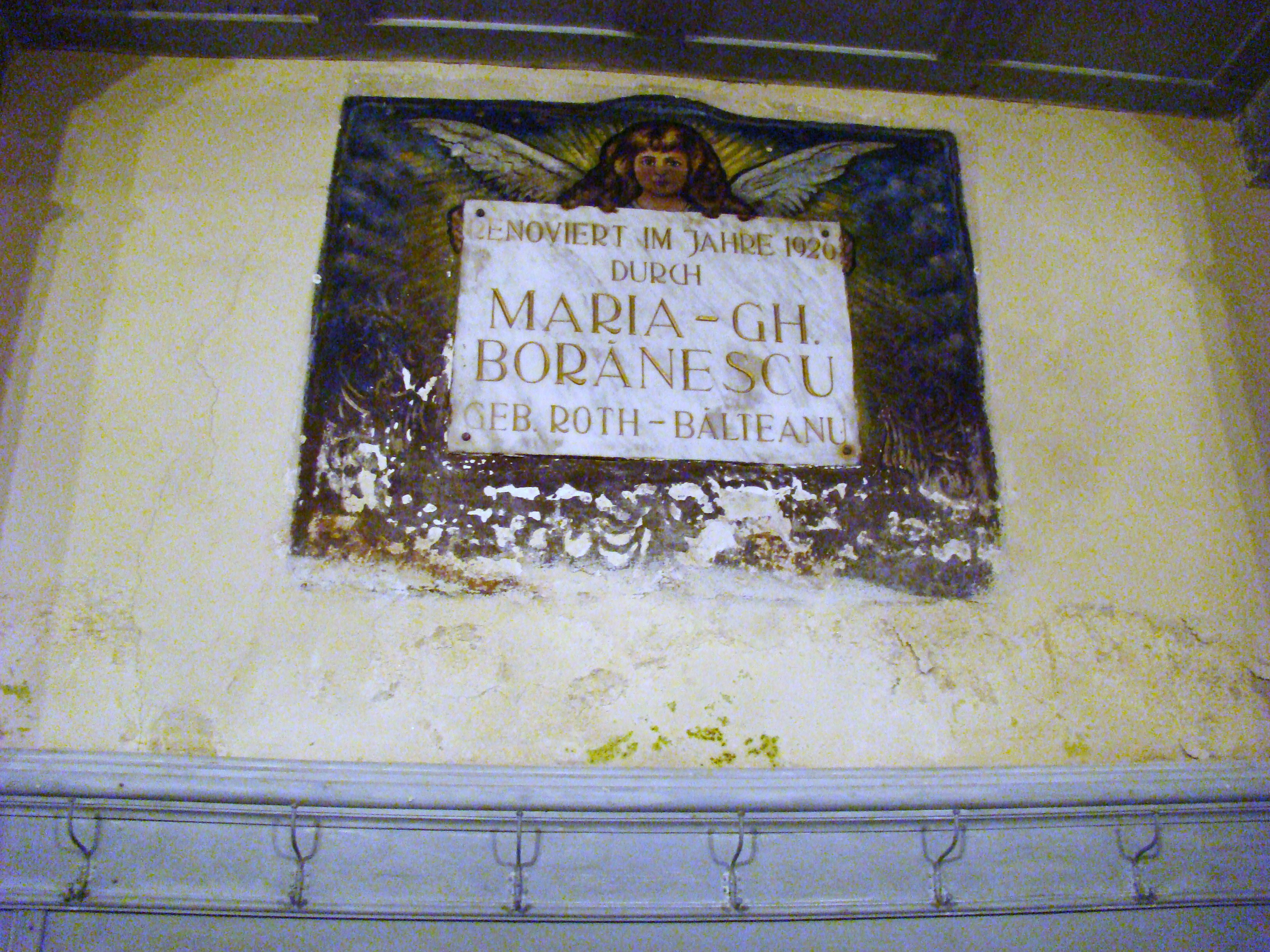
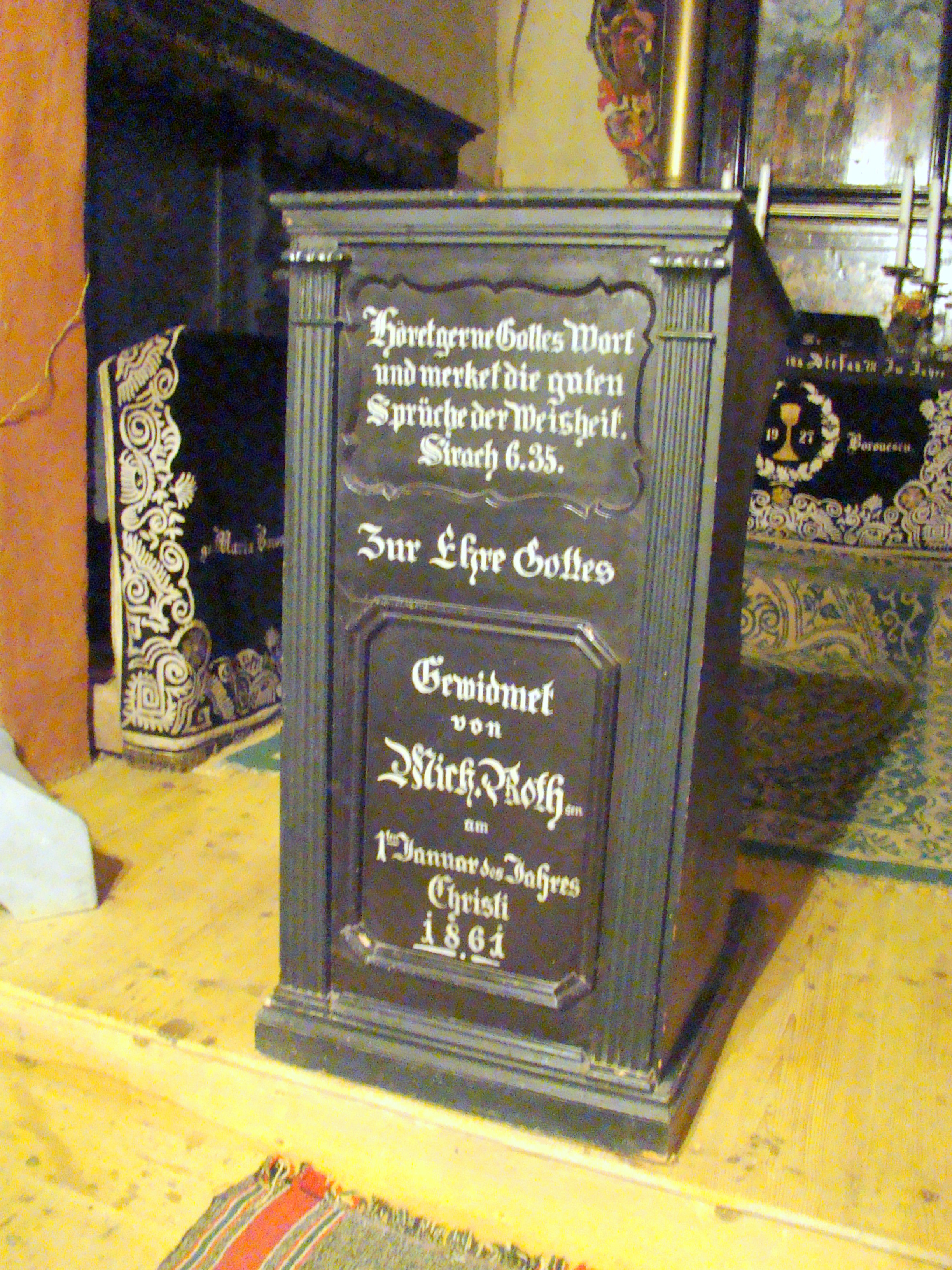
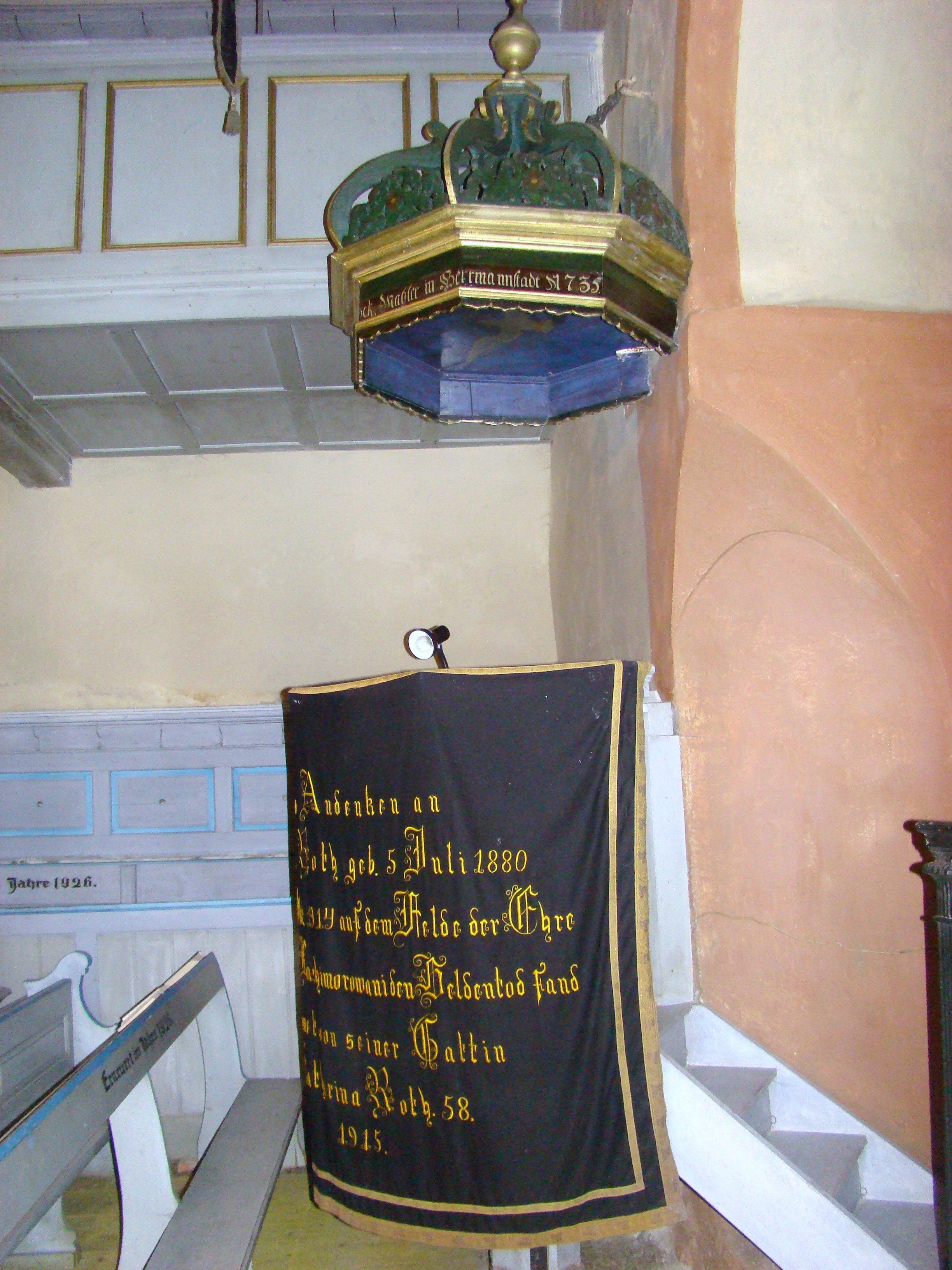
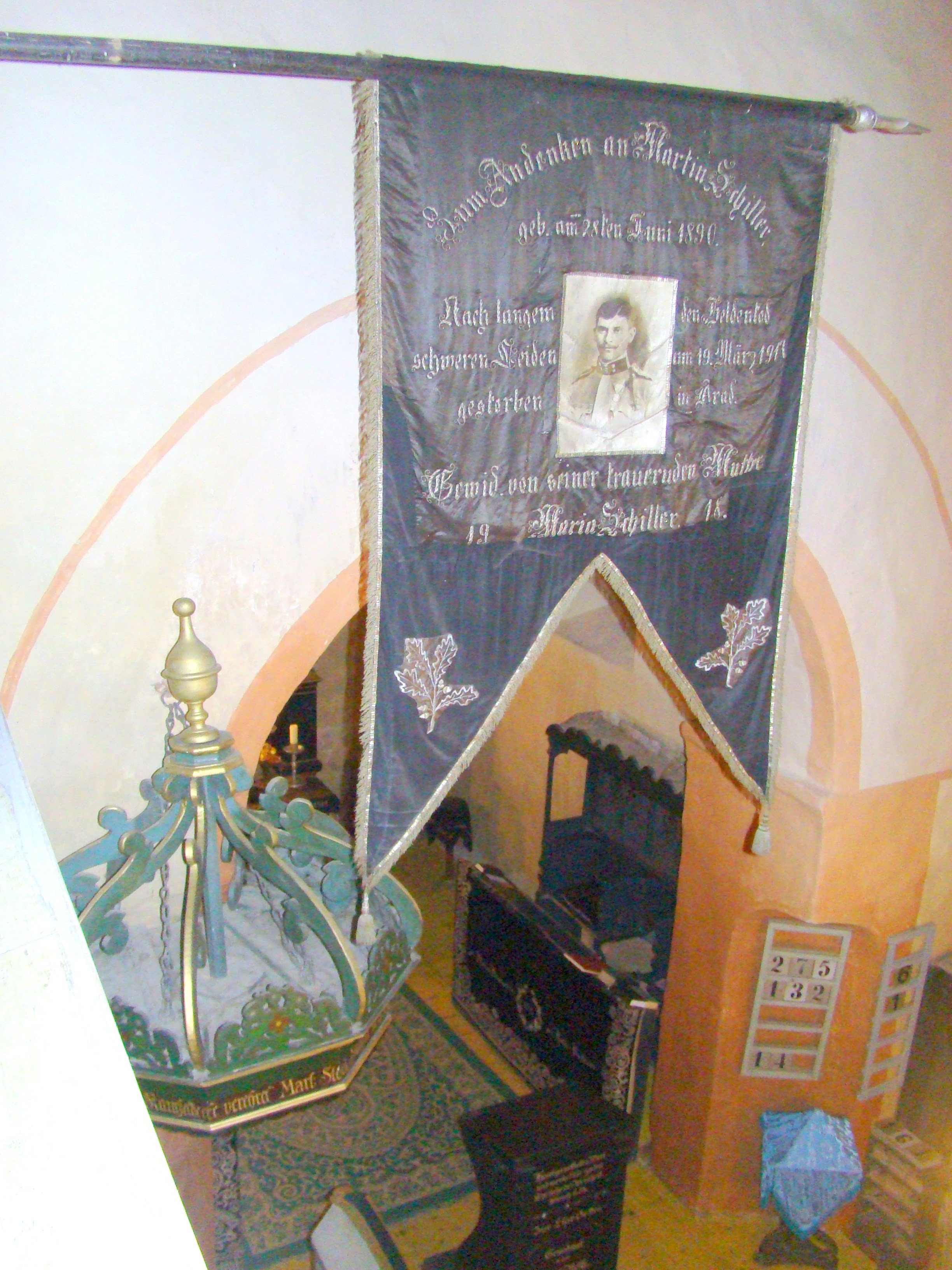
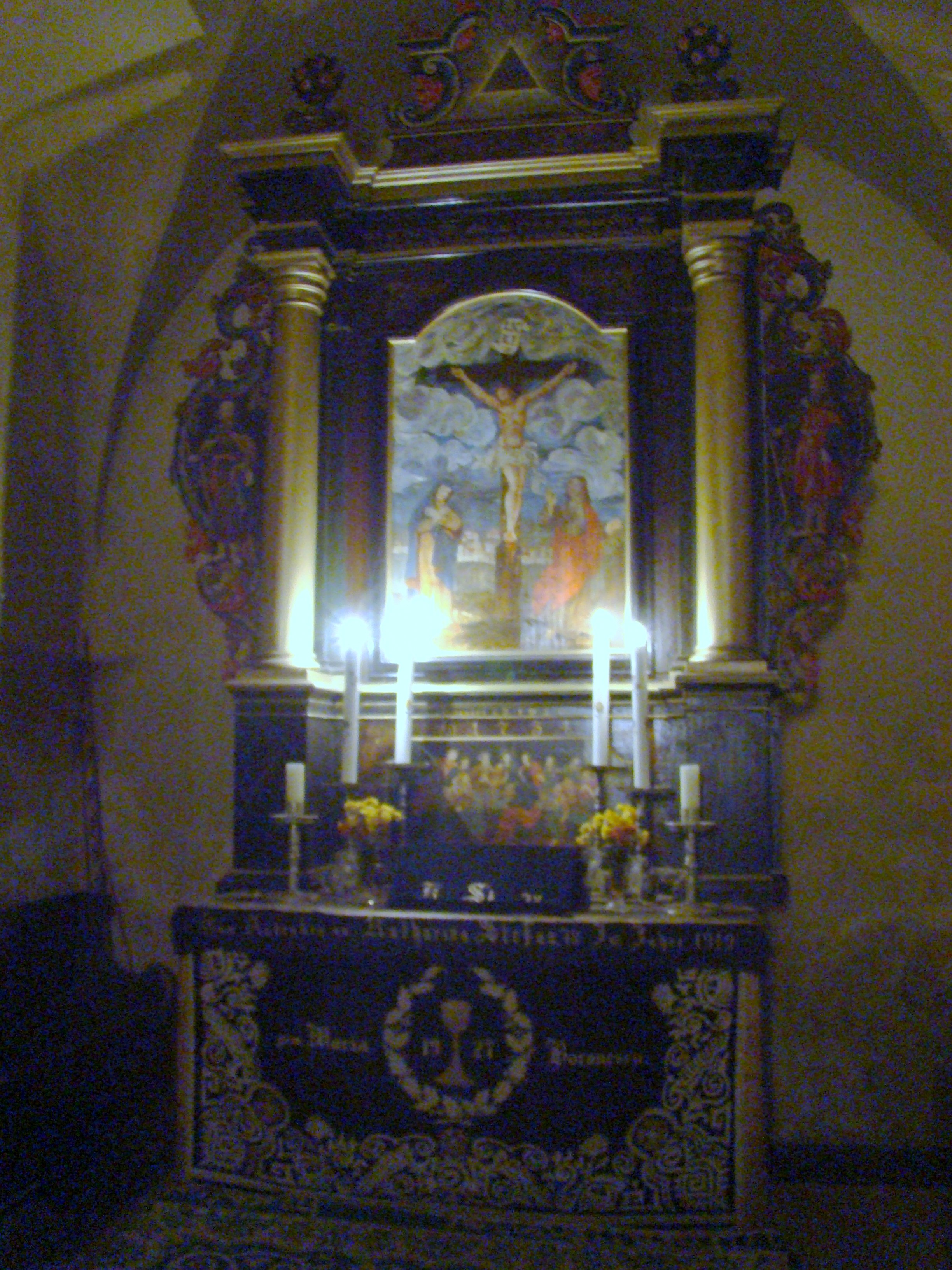